# 冯博轩
冯博轩（1997年3月18日—），是一名中国足球运动员，司职中场，现效力於中超球队北京國安。

## 俱乐部生涯

### 葡萄牙联赛
冯博轩于2013年加盟葡萄牙地区第二级联赛（葡萄牙第五级联赛）东方龙。该球队是一支在完全由中国人投资建立的葡萄牙足球俱乐部。
- 在2015年10月冯博轩转会至葡萄牙锦标赛球队：托里什人青年队，并于同年的12月被提拔至球队的一线队。
- 2015年12月6日客场1–0击败皇家体育比赛的第七十六分钟替换刘军帅登场，是冯博轩的成年队首秀。
- 2015年12月20日，他在对阵沙查维尼斯的比赛时打进了他的第一个进球，球队最终以2-0赢得比赛。[1] 随后他在3-0击败克鲁查琛斯的比赛中再次进球。[2]
- 冯博轩在球队的第二个赛季一共出场14次，在2016年11月13日，他在客场对阵维拉法昆斯的比赛中，打进了赛季的第一个进球。[3]他的第二个进球则是在2016年11月27日以4-1战胜奥利维伦斯的比赛中贡献的。[4]

### 广州恒大
冯博轩于2017年7月夏窗转会中超联赛的广州恒大。 2017年7月19日，冯博轩在客场对阵广州富力的2017年中国足协杯中比赛的第73分钟替补于汉超上场，首次为广州恒大一线队登场。 2017年8月10日，由于中国足协的规定：每场比赛必须有一名U23球员首发登场。于是冯博轩便在广州恒大对阵辽宁宏运的比赛中首发登场。随后在比赛的第22分钟便被于汉超替补换下。
2019赛季足协杯第四轮主场2比0击败河南建业的比赛中，冯博轩首次为广州恒大一线队入球。
2020赛季，冯博轩被租借至中超球队河南建业，并在第二轮对阵广州富力的比赛中攻入首个中超入球。

## 职业生涯统计
最後更新：2017年8月10日
| 俱乐部表现   | 俱乐部表现   | 俱乐部表现   | 联赛 | 联赛 | 杯赛       | 杯赛       | 联赛杯       | 联赛杯       | 洲际比赛 | 洲际比赛 | 总计 | 总计 |
| 赛季         | 球队         | 联赛         | 出场 | 进球 | 出场       | 进球       | 出场         | 进球         | 出场     | 进球     | 出场 | 进球 |
| 葡萄牙       | 葡萄牙       | 葡萄牙       | 联赛 | 联赛 | 葡萄牙杯   | 葡萄牙杯   | 葡萄牙联赛杯 | 葡萄牙联赛杯 | 欧足联   | 欧足联   | 总计 | 总计 |
| ------------ | ------------ | ------------ | ---- | ---- | ---------- | ---------- | ------------ | ------------ | -------- | -------- | ---- | ---- |
| 2015–16      | 托里什人     | 葡萄牙锦标赛 | 12   | 2    | 0          | 0          | -            | -            | -        | -        | 12   | 2    |
| 2016–17      | 托里什人     | 葡萄牙锦标赛 | 14   | 2    | 4          | 0          | -            | -            | -        | -        | 18   | 2    |
| 中国         | 中国         | 中国         | 联赛 | 联赛 | 中国足协杯 | 中国足协杯 | 中超联赛     | 中超联赛     | 亚足联   | 亚足联   | 总计 | 总计 |
| 2017         | 广州恒大     | 中超联赛     | 1    | 0    | 1          | 0          | -            | -            | 0        | 0        | 2    | 0    |
| 总计         | 葡萄牙       | 葡萄牙       | 26   | 4    | 4          | 0          | 0            | 0            | 0        | 0        | 30   | 4    |
| 总计         | 中国         | 中国         | 1    | 0    | 1          | 0          | 0            | 0            | 0        | 0        | 2    | 0    |
| 职业生涯总计 | 职业生涯总计 | 职业生涯总计 | 27   | 4    | 5          | 0          | 0            | 0            | 0        | 0        | 32   | 4    |